# Dubai Tennis Championships 1995
Il Dubai Tennis Championships 1995 è stato un torneo di tennis giocato sul cemento. 
È stata la 3ª edizione del Dubai Tennis Championships, 
che fa parte della categoria World Series nell'ambito dell'ATP Tour 1995.
Il torneo si è giocato al Dubai Tennis Stadium di Dubai negli Emirati Arabi Uniti, dal 6 al 13 febbraio 1995.

## Campioni

### Singolare
Wayne Ferreira ha battuto in finale  Andrea Gaudenzi con il punteggio di 6–3, 6–3

### Doppio
Grant Connell /  Patrick Galbraith hanno battuto in finale  Tomás Carbonell /  Francisco Roig con il punteggio di 6–2, 4–6, 6–3